# 岡・銚子塚古墳
岡・銚子塚古墳（おか・ちょうしづかこふん）は、山梨県笛吹市八代町岡の八代ふるさと公園内にある古墳。4世紀後半築造の前方後円墳である。甲府市下曽根町の甲斐銚子塚古墳と区別するため、「岡」が付けられる。山梨県指定史跡。

## 概要

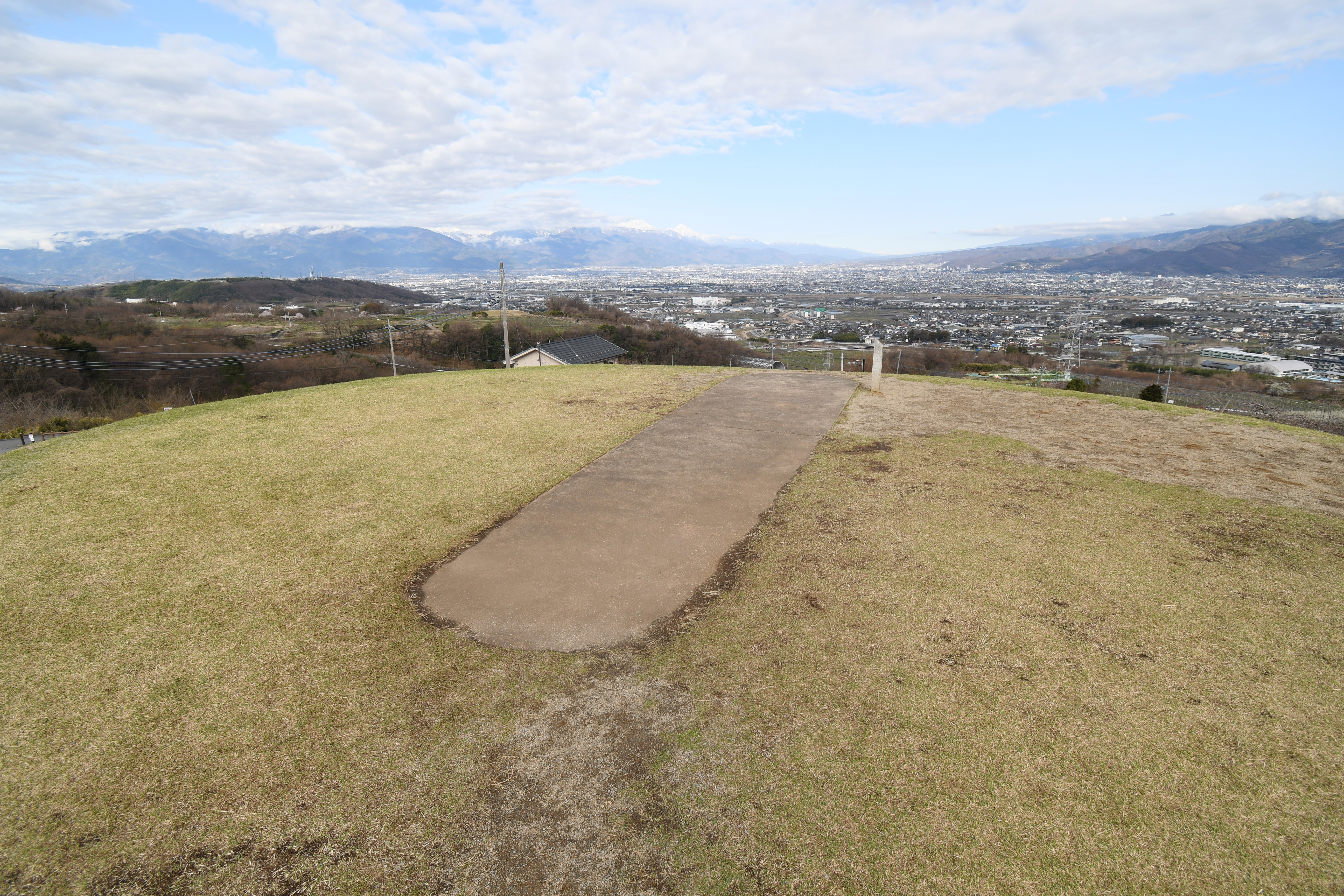
後円部墳頂。背景に甲府盆地を望む。

甲府盆地南東縁の曽根丘陵東端に位置する。笛吹川左岸にあたり、一帯は大型古墳が濃密に分布する。標高は425メートルで、盆地を一望できる。
1992年（平成4年）に公園整備に伴い発掘調査が実施され、全容が判明した。主軸は東西方面で、全長は92メートル。後円部径は48メートルで高さ7.5メートル。前方部幅は41メートルで高さ4メートル。斜面を掘削して基盤としている。前方部は二段築成で、正面が突出し剣先状になる。後円部は三段築成で、墳丘南側の縊れと前方部の裾付近には葺石が施されており、粘土槨も確認されている。墳丘の周囲には一重の周溝がめぐらされている。主体部は主軸と直交する後円部中央にあるが、前方部と含めて耕作による破壊が著しい。
江戸時代後期の地誌『甲斐国志』によれば、宝暦年間に発掘が行われ、鏡や鉄刀、鉄鏃のほか斧、勾玉などの副葬品が出土したといわれ、甲斐の文人萩原元克による『甲斐名勝志』には、だ龍鏡やほう製二神二獣鏡の拓本が残されており、これらは三角縁神獣鏡である可能性も指摘される。出土品は江戸時代の発掘で散逸しているが、県内最古級の特殊台系譜の初期円筒埴輪片や壺型埴輪、異形埴輪片などの埴輪類が確認されている。
山梨県では曽根丘陵において前期古墳が展開し、4世紀中頃の小平沢古墳から4世紀後半のヤマト王権の影響を受けた県内最大級の前方後円墳である甲斐銚子塚古墳が出現するが、岡・銚子塚古墳は甲斐銚子塚古墳よりも若干新しい築造であると推定されている。甲斐銚子塚古墳とは墳形や副葬品や埴輪の形式からも類似性が指摘されており、両者が中道地域と八代地域を代表する勢力で、両者が盟友関係にあったとも考えられている。
5世紀代には東山地域の勢力が衰退し、古墳の築造は甲府盆地各地へ拡散する。これに伴い笛吹市八代町地域においても、丘陵地から浅川扇状地に古墳の分布が移行し、中小規模の古墳が築造されるようになる。
笛吹市八代町米倉に所在する竜塚古墳は山梨県内では類例の少ない方墳であり、築造年代は東山地域において小平沢古墳の築造された4世紀中頃から4世紀後半の甲斐銚子塚古墳の間に相当すると考えられた。一方、『山梨県史』編纂事業に伴う測量調査において、竜塚古墳の築造年代は東山地域において甲斐銚子塚古墳から丸山塚古墳（円墳）にかけての衰退期に相当すると推定されている。
この場合、八代地域では岡・銚子塚古墳以降に伝統的な墳丘形態である方墳が復活していることになり、甲府盆地では市川三郷町に所在する5世紀末の鳥居原狐塚古墳も伝統的な円墳であり、甲府盆地において伝統的な墳丘形態が採用された理由が検討課題となっている。

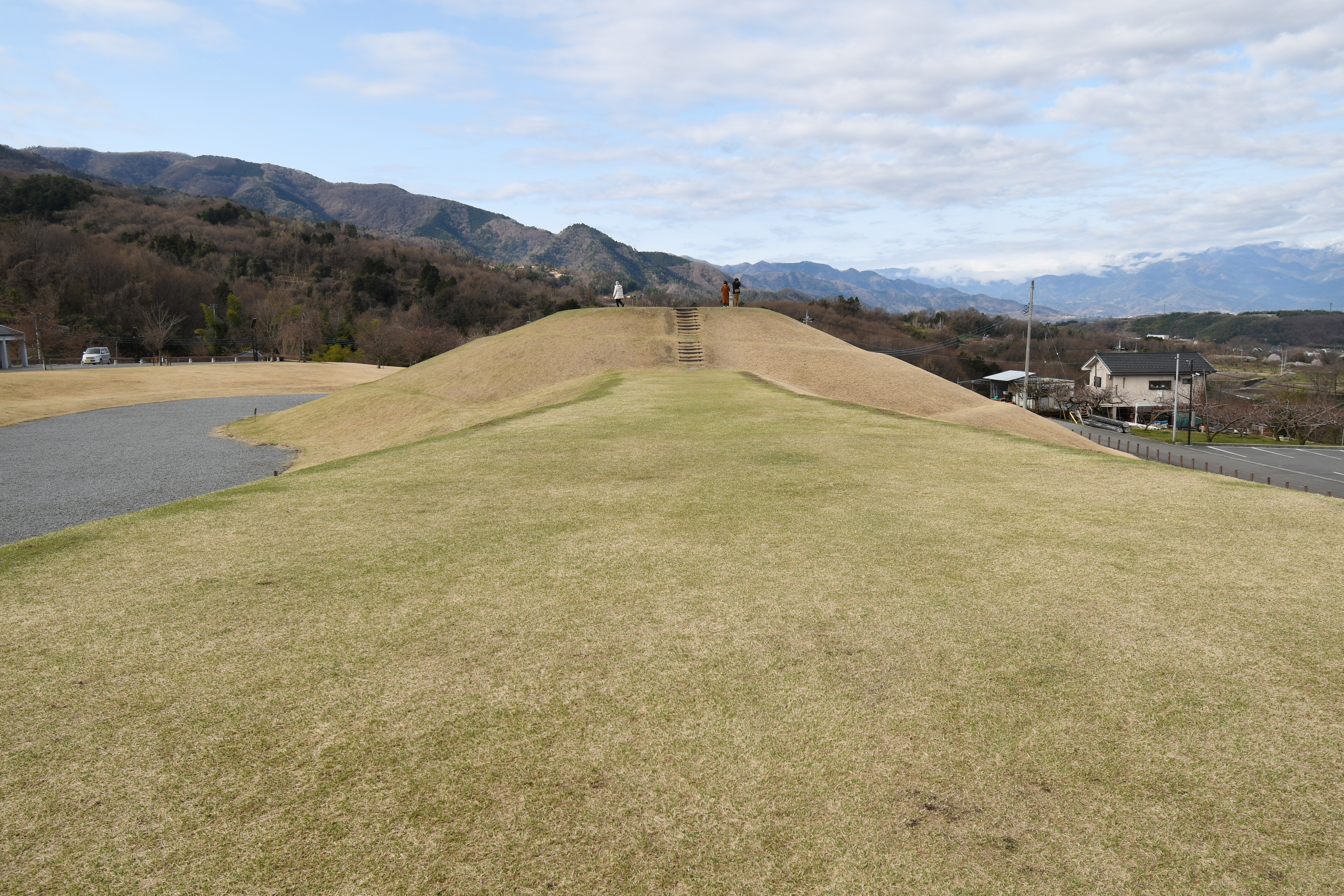
前方部から後円部を望む
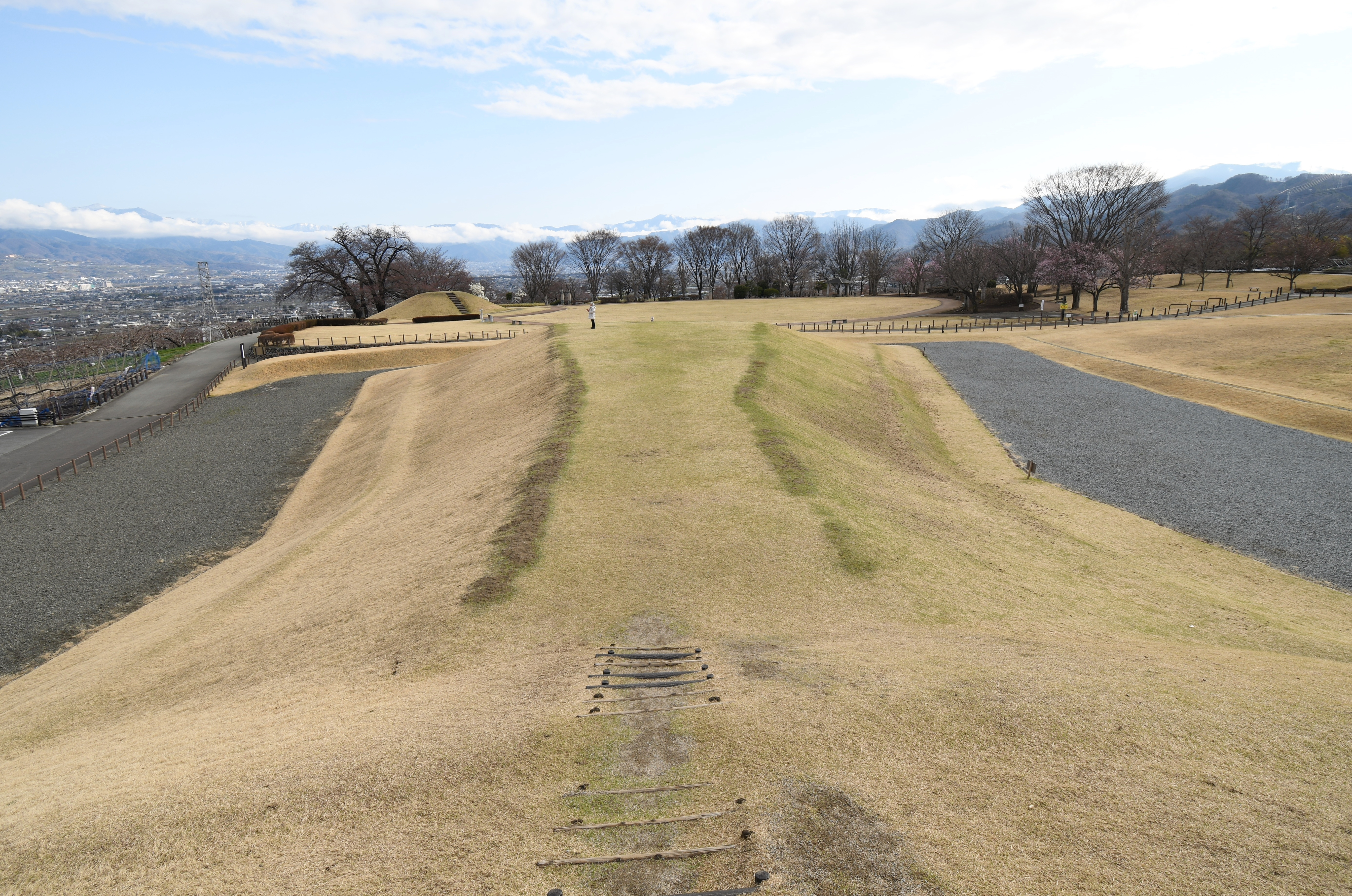
後円部から前方部を望む
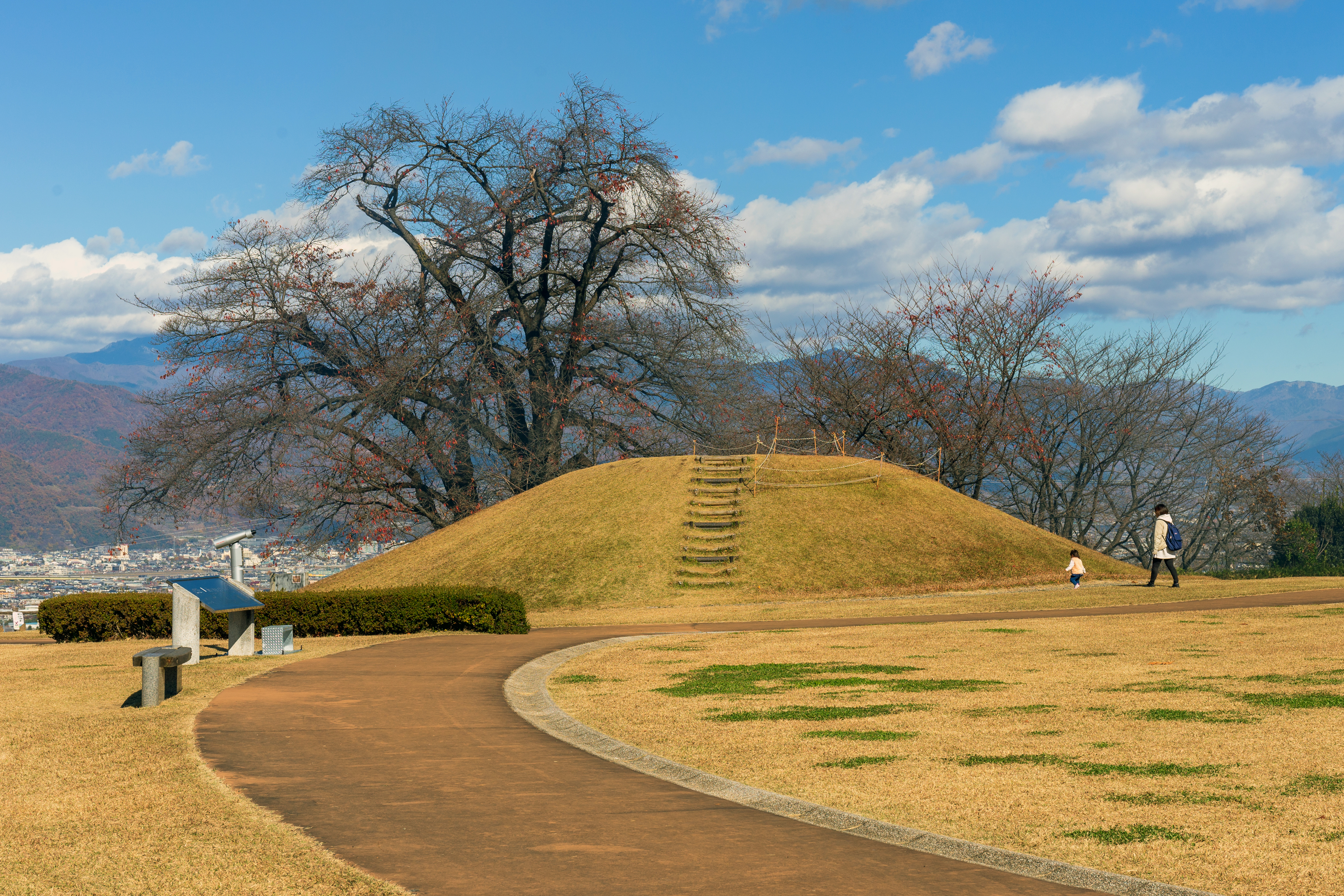
付近に所在する盃塚古墳

## 文化財

### 山梨県指定文化財
- 史跡 - 1988年（昭和63年）5月12日指定。